# John-Simon Loche
 (octobre 2018).
Si vous disposez d'ouvrages ou d'articles de référence ou si vous connaissez des sites web de qualité traitant du thème abordé ici, merci de compléter l'article en donnant les références utiles à sa vérifiabilité et en les liant à la section « Notes et références ».
Simon Loche est un dessinateur français de bande dessinée et un illustrateur travaillant dans les domaines du jeu vidéo et de la publicité.

## Œuvre

### Bande dessinée
- Robin Hood, scénario de Brrémaud, Soleil Productions :

1. Merriadek, 2002  (ISBN 2-84565-295-X)[1].
2. Morrigane, 2003  (ISBN 2-84565-414-6).
3. Robin, 2004  (ISBN 2-84565-741-2).

- Participation aux Chansons de Mr. Eddy, Soleil, 2003  (ISBN 2-84565-640-8).
- Alika, scénario de Brrémaud, Le Lombard, coll. « Aventure » :

1. Les Territoires interdits, 2008  (ISBN 978-2-8036-2285-6).
2. La Thaumaturge, 2009  (ISBN 978-2-8036-2500-0).
3. L'Ère des Dragons, 2010  (ISBN 978-2-8036-2623-6).

### Illustration
- Eva Ricci, Premières Fois, mode d'emploi, Hugo & Cie, coll. « Hugo BD », 2019  (ISBN 978-2-7556-0299-9).

### Ludographie
- Cosmic Colony, 2012, concept artist
- L'Âge de glace : Le Village, 2012, concept artist
- Six-Guns, 2012, concept artist
- Shark Dash, 2014, illustrateur